# Bundesstraße 203
Pour les articles homonymes, voir Route 203.
La Bundesstraße 203 est l'une des principales liaisons est-ouest dans le Schleswig-Holstein, entre Büsum sur la côte ouest et Kappeln sur la côte est. Elle passe au nord du Canal de Kiel et franchit l'Eider à Lexfähre sur la frontière de l'arrondissement de Dithmarse.

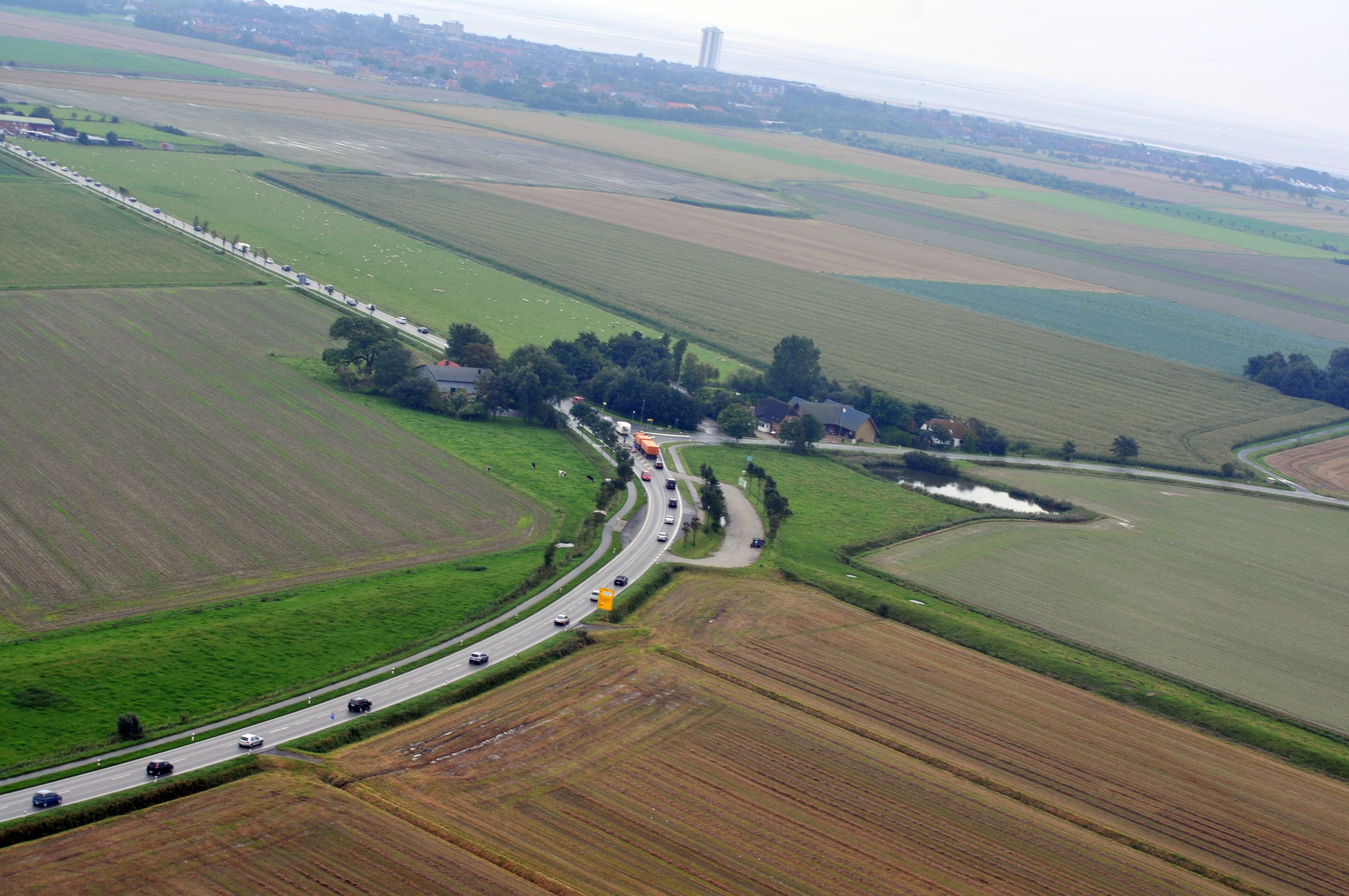
Vue aérienne de la Bundesstraße 203 près de Büsum

## Principales étapes
- Büsum
- Heide; correspondance avec la Bundesautobahn 23 vers Hambourg et la Bundesstraße 5
- Rendsburg (correspondance avec la Bundesautobahn 7, la Bundesautobahn 210 et la Bundesstraße 77.
- Eckernförde; correspondance avec la Bundesstraße 76.
- Kappeln; correspondance avec la Bundesstraße 199.

## Histoire
La route entre Rendsburg et Eckernförde est achevée en 1882. Elle est prolongée jusqu'à Kappeln avec le nom de Schwansenstraße en 1972. La section entre Heide et Büsum est pavée avec des pavés rouges au cours des années 1960.